# 코멧 (프로게이머)
코멧(본명: 임혜성, 1991년 8월 4일 ~ )은 대한민국의 전직 리그 오브 레전드 프로게이머이다. 프로게임단 지도자로 활동했다. 선수 시절 아이디는 Comet이며 포지션은 서포터였다.

## 선수 시절
2012년 12월 20일, 제닉스 스톰에 입단하면서 프로 커리어를 시작했다. IEF 2012 대표선발전에 출전하기도 했다 2013년 10월 14일, 팀에서 퇴단했다.

## 지도자 생활
2017년 5월 18일, 진에어 그린윙스의 코치로 부임했다.
2018시즌을 앞두고 아프리카 프릭스의 코치로 부임했다.
2019시즌을 앞두고 쑤닝의 코치로 부임했다.
2019년 5월, 샌드박스 게이밍의 코치로 부임했다.
2020시즌을 앞두고 T1의 코치로 부임했다.
2021년 5월, 농심 레드포스의 코치로 부임했다. 2022시즌 종료 후 코치직에서 물러났다.

## 소속팀

### 선수
| # | 팀명        | 소속 기간             | 소속 리그 | 비고 |
| - | ----------- | --------------------- | --------- | ---- |
| 1 | 제닉스 스톰 | 2012.12.20~2013.10.14 | LCK       |      |

### 지도자
| # | 팀명            | 직책 | 소속 기간             | 소속 리그 | 비고 |
| - | --------------- | ---- | --------------------- | --------- | ---- |
| 1 | 진에어 그린윙스 | 코치 | 2017.05.18~2017.11.20 | LCK       |      |
| 2 | 아프리카 프릭스 | 코치 | 2017.11.22~2018.11.19 | LCK       |      |
| 3 | 쑤닝            | 코치 | 2018.12.14~2019.05.06 | LPL       |      |
| 4 | 샌드박스 게이밍 | 코치 | 2019.05.21~2019.10.24 | LCK       |      |
| 5 | T1              | 코치 | 2019.11.27~2020.11.01 | LCK       |      |
| 6 | 농심 레드포스   | 코치 | 2021.05.07~2022.11.22 | LCK       |      |

## 수상 내역

### 지도자
- 리그 오브 레전드 챔피언스 코리아 스프링 2018 준우승
- 리그 오브 레전드 챔피언스 코리아 스프링 2020 우승